# Cornelius Laco
Cornelius Laco († 69) war ein römischer Ritter. Er arbeitete sich aus niederem Stand empor und machte Karriere bis zum Assessor im Gefolge Galbas in der Hispania Tarraconensis.
Nach Angaben des Geschichtsschreibers Cassius Dio (LX 23,3) übte Laco in einer unbestimmt bleibenden Periode vor 44 n. Chr. das Amt des Chefs der Nachtwachen (praefectus vigilum) in Rom aus. Um 44 n. Chr. soll er Prokurator von Gallien gewesen sein. Kaiser Claudius schätzte Laco, denn er ehrte ihn 44 n. Chr., indem er ihm „ein Bild und einen Sitz im Senat, sooft er zusammen mit dem Kaiser die Kurie betrat“ genehmigte. Außerdem zeichnete er ihn mit dem Rang eines Ex-Konsuls aus.
Nach der Kaisererhebung Galbas im Jahr 68 wurde Laco dessen Prätorianerpräfekt. In dieser Position wurde er sehr einflussreich und galt neben Titus Vinius und Marcianus Icelus als einer der drei wichtigsten Ratgeber des Kaisers. Unter den dreien herrschte jedoch Missgunst und sie intrigierten gegeneinander. Tacitus schildert Laco als phlegmatisch, unentschlossen und verlogen; inwieweit die Charakterisierung stimmig ist, bleibt fraglich. Nach dem Sturz des Kaisers im folgenden Jahr wurde Laco zum Schein auf eine Insel verbannt und dort auf Anweisung des neuen Kaisers Otho getötet.